# Gitte Hænning

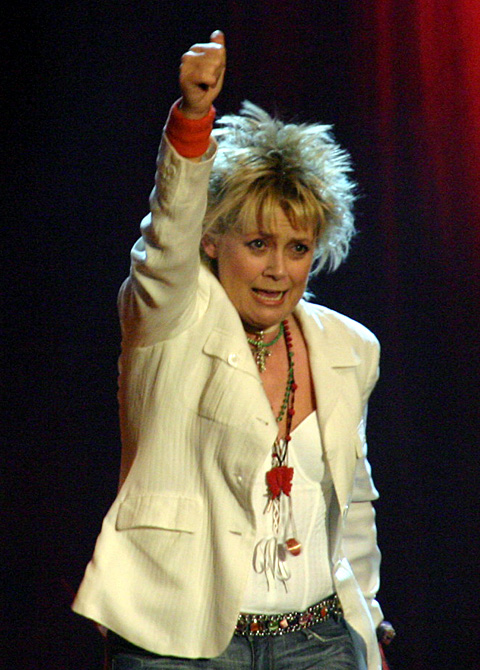
Gitte Hænning beim Benefizkonzert Cover Me 2005 der Deutschen AIDS-Hilfe in Köln, 2005

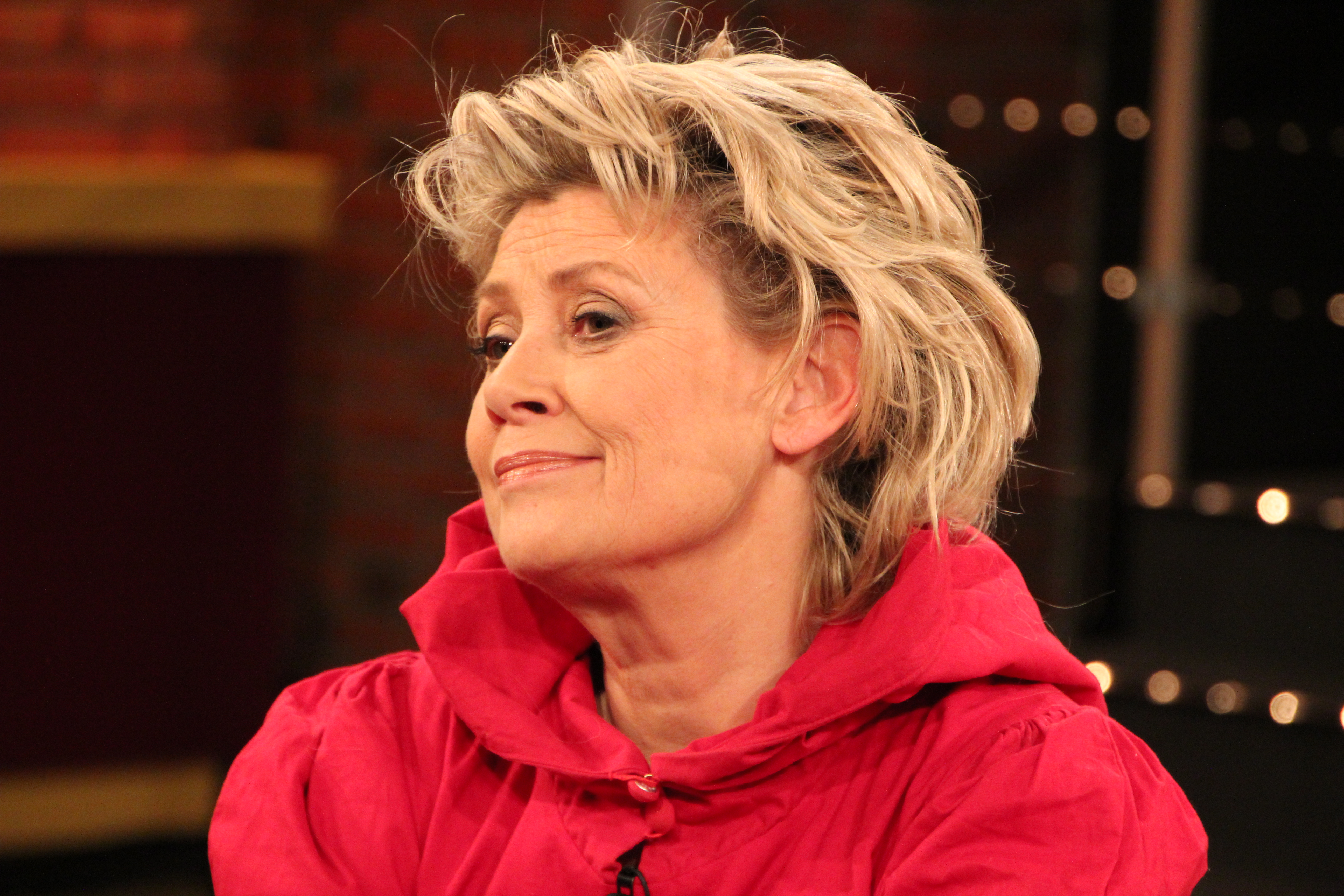
Gitte Hænning, 2010

Gitte Hænning-Johansson (* 29. Juni 1946 in Aarhus) ist eine dänische Sängerin, die gelegentlich auch als Schauspielerin in Erscheinung trat. Mit ihrem Hit Ich will ’nen Cowboy als Mann wurde sie 1963 zu einer der beliebtesten Interpretinnen deutschsprachiger Schlager. Seit den 1980er Jahren trat sie mit Texten des Librettisten Michael Kunze als Popsängerin auf. Ihr Repertoire umfasst außerdem Blues, Jazz, Musical und dänische Volkslieder.

## Leben und Karriere

### Herkunft und erste Erfolge
Hænning stand im November 1954 als Achtjährige erstmals auf einer Bühne in Dänemark. Ihr Vater, Otto Johansson (* 19. November 1916; † 7. Februar 2004), war Gesangslehrer und ebnete ihr den Weg ins Showgeschäft, als er mit ihr den deutschen Erfolgsschlager Ich heirate Pappi auf Dänisch aufnahm (Giftes med farmand; veröffentlicht am 20. Oktober 1954). 1958 galt sie als der berühmteste Kinderstar Skandinaviens, hatte Auftritte im Fernsehen, beim Film und auf der Musicalbühne und bereits 16 Schallplatten besungen. Ab Ende der 1950er Jahre veröffentlichte sie auch in deutscher Sprache.

### 1960–1979: Schlagerkarriere
Seit den frühen 1960er Jahren war Hænning in den dänischen und schwedischen Hitparaden erfolgreich. Nils Nobach entdeckte sie 1960 für den deutschen Schlagermarkt und vermittelte ihr einen Plattenvertrag mit Electrola. 1962 nahm sie mit dem Lied Jeg snakker med mig selv an der dänischen Vorentscheidung zum Grand Prix Eurovision de la chanson (Eurovision Song Contest) teil. Im Januar 1963 hatte sie in Dänemark mit Ta’ med ud a fisk ihren ersten Nummer-eins-Hit. Im selben Jahr gewann sie die Deutschen Schlager-Festspiele in Baden-Baden mit dem Titel Ich will ’nen Cowboy als Mann, der ihr erster Nummer-eins-Hit in Deutschland wurde. Da sie zudem in Schweden mit Kom ned på jorden igen den ersten Platz erreichte, hatte sie als Solokünstlerin im Jahr 1963 drei Nummer-eins-Hits in drei Ländern, dazu kam mit Vom Stadtpark die Laternen eine weitere Nummer eins im Duett mit Rex Gildo. Mit Lille sarte kvinde versuchte sie in diesem Jahr erneut, sich für die Teilnahme am europäischen Finale zu qualifizieren, und belegte im Vorentscheid den 4. Platz. In den ersten Jahrzehnten ihrer Karriere, bis in die 1970er Jahre, nannte sie sich nur Gitte (ohne den Familiennamen).

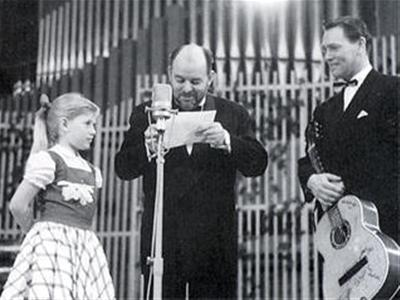
Gitte (links) mit ihrem Vater (rechts), 1957

In der Folgezeit trat Gitte häufig zusammen mit Rex Gildo auf. Sie waren als "Gitte & Rex" Mitte der 1960er Jahre das beliebteste Sängerpaar des deutschen Schlagers. Das Duo platzierte nach dem ersten Erfolg bis 1965 sechs weitere Singles, die erfolgreichsten waren Jetzt dreht die Welt sich nur um dich und Zwei auf einer Bank. Weiterhin veröffentlichte Gitte auch als Solistin Singles in deutscher, dänischer und schwedischer Sprache, die sich zumeist im oberen Mittelfeld der Verkaufslisten platzierten. Bis in die 1970er Jahre hatte sie 15 Hits in Dänemark und 10 Hits in Schweden (hier hatte sie 1965 und 1966 zwei weitere Nummer-eins-Hits). Häufig war sie zu Gast in Fernsehshows. 
Schon früh hatte Gitte Hænning Begegnungen mit dem Jazz. 1968 nahm sie mit der Kenny Clarke/Francy Boland Big Band das Album My Kind of World auf, das von der Kritik wohlwollend, aber vom Publikum erst viele Jahre später, als Neuveröffentlichung auf CD unter dem Titel Out of This World, beachtet wurde.
Ende der 1960er und Anfang der 1970er Jahre hatte Gitte Erfolg mit den Singles Man muß schließlich auch mal nein sagen können, Probleme, Aber heimlich, Millionär, Weiße Rosen, Dann kamst Du und Regenbogen. Mehrmals coverte sie ihre eigenen deutschen, aber auch internationale Hits in dänischer Sprache.
1973 vertrat sie Deutschland mit dem Lied Junger Tag beim Grand Prix Eurovision und wurde Achte. In den 1970er Jahren erzielte sie mit Schlagern wie So schön kann doch kein Mann sein (1975) und Lass mich heute nicht allein (1976) weitere gute Hitparadenplatzierungen und erreichte mit Ich hab die Liebe verspielt in Monte Carlo 1974 die Top Ten. Die beiden männlichen Mitglieder der Pop-Gruppe ABBA produzierten für Gitte den Titel Happy-End, der 1976 auf einer Single-A-Seite erschien. 1978 nahm sie für Luxemburg an der Vorentscheidung für den Grand Prix Eurovision mit dem Lied Rien qu’une femme teil und belegte den dritten Platz (Platz eins: Baccara). 
Mehrmals hatte Gitte im Fernsehen eigene Personality-Shows (1974, 1978, 1981, 1983). Während sie sich in Deutschland als Showstar etablierte, veröffentlichte sie auch weiterhin in Skandinavien, jedoch mit abnehmendem Erfolg. 1979 spielte sie am Stadttheater Oberhausen zusammen mit Silvio Francesco und Horst Jüssen in dem Musical Ich liebe meine Frau.

### 1980–1999: Imagewechsel, Musicals und weitere Schlagertitel
Ein Imagewechsel hin zur ernsthaften Popinterpretin Anfang der 1980er Jahre brachte Gitte die Aufmerksamkeit der Kritiker. Freu dich bloß nicht zu früh, die deutsche Version des Andrew-Lloyd-Webber-Hits Take That Look Off Your Face, wurde 1980 ein großer Erfolg (Platz 10). Das Musikstück war Teil des von Lloyd Webber geschriebenen und im Original von Marti Webb aufgenommenen Ein-Akt-Musicals für eine Person Tell Me on a Sunday. Gitte nahm eine deutsche Version des Musicals unter dem Titel Bleib noch bis zum Sonntag auf. Für dieses Konzeptalbum erhielt sie 1980 den Deutschen Schallplattenpreis. 
Danach waren Die Frau, die dich liebt (von den Bee Gees 1980 als Woman in Love für Barbra Streisand komponiert), Etwas ist geschehen (1981), Ich will alles (1983) und Lampenfieber (1983) ihre bekanntesten Hits. Zum Zeichen ihrer Emanzipation nahm Gitte nun auch ihren Nachnamen mit auf die Plattenhüllen. In dieser Zeit überzeugte sie auch mit mehreren Konzeptalben wie Ungeschminkt (1982), dem besonders erfolgreichen Berührungen (1983), für das sie ihre erste Goldene Schallplatte erhielt, und Jetzt erst recht (1987). Live war Hænning 1984 („Berührungen“-Tour), 1988 („Jetzt-erst-recht“-Tour) und 1993 („Liebster“-Tour) auf Tournee zu erleben. Ihre CDs Liebster (1993) und My Favorite Songs (1998), beide bei WEA erschienen, waren allerdings weniger erfolgreich. Außerdem bewarb sie in den 1980er Jahren die Praline Mon Chéri.
In den 1990er Jahren spielte Hænning mehrere Monate in Berlin im Musical Shakespeare & Rock ’n’ Roll, das von Friedrich Kurz, ihrem damaligen Lebensgefährten, produziert wurde. Kurz darauf gehörte sie zum Ensemble der Berliner Zeltaufführungen von Die Zauberflöte unter der Regie von George Tabori. Gelegentlich absolvierte sie Gastauftritte in festspielartigen Musikprogrammen. Songs for My Father, ein Jazzkonzert für ihren Vater, Otto Hænning, in der Komischen Oper in Berlin, wurde 1997 zum großen Erfolg und als Live-CD veröffentlicht. Für die Ende 1998 erstausgestrahlte 13-teilige ZDF-Justizfernsehserie Lisa Falk – Eine Frau für alle Fälle interpretierte sie den Titelsong, Like a Star in the Night.

### 2000–2009: Jazzprogramm, Show mit Wencke Myhre und Siw Malmkvist, weitere Veröffentlichungen
Von 2001 bis 2003 war Hænning mit ihrem In-Jazz-Programm auf Tournee durch Deutschland. Im November 2004 feierte sie ihr 50. Bühnenjubiläum mit einer kleinen Konzertreihe und sang alte und neue Songs. Zum Jubiläum veröffentlichte sie zwei von ihr selbst produzierte neue CD-Alben: ein Live-Jazz-Album der In-Jazz-Tour und das Popalbum Johansson, das ihrem im Frühjahr 2004 verstorbenen Vater gewidmet war.

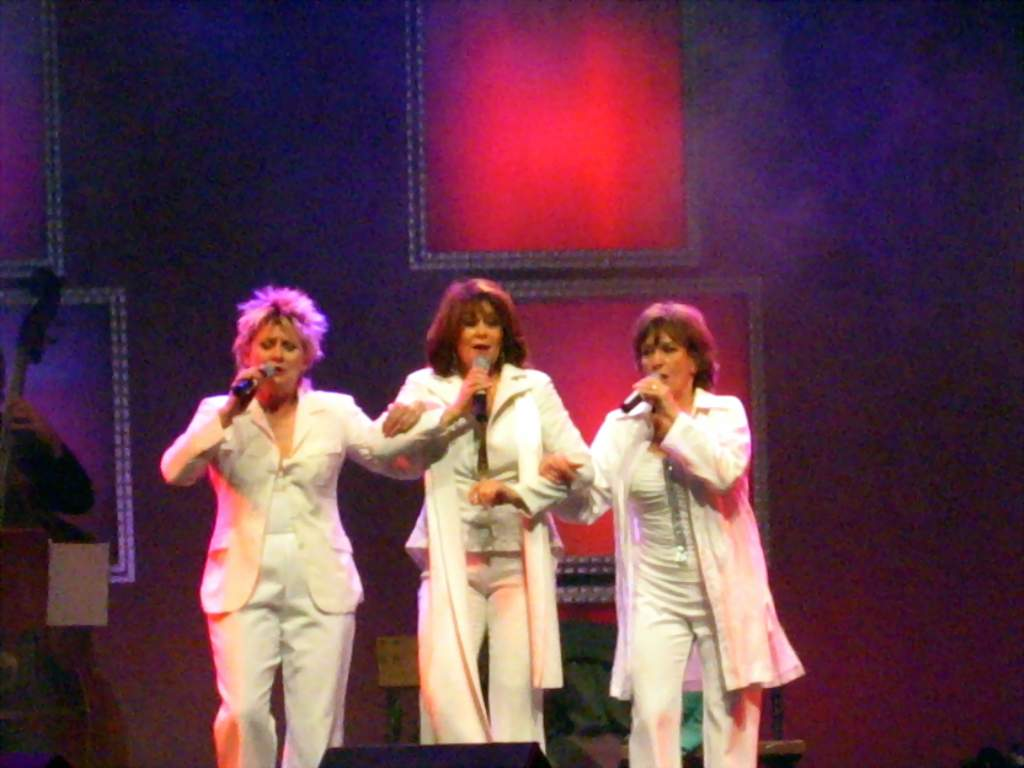
„Gitte Wencke Siw – Die Show“ 2005 in Frankfurt

Von Juni 2004 bis Ende 2007 stand Hænning gemeinsam mit Wencke Myhre und Siw Malmkvist in dem Programm Gitte, Wencke, Siw – Die Show über 500 Mal in Berlin, Hamburg, München, Frankfurt, Stuttgart, Bremen, der Schweiz und Österreich sowie an zahlreichen anderen Orten auf der Bühne. Mit den beiden Kolleginnen verbindet sie, neben der skandinavischen Herkunft, manch ähnliche Station im Showgeschäft. Die veröffentlichte Live-CD der Show erreichte im Frühjahr 2005 Platz 100 in den deutschen Verkaufscharts. Hierfür erhielten die Sängerinnen 2004 gemeinsam die Goldene Stimmgabel (Platin-Sonderpreis).
In ihrer Heimat war Hænning 1980 mit der dänischen Version von Bleib noch bis zum Sonntag für lange Zeit letztmals erfolgreich. Die LP erreichte dort den vierten Platz der Charts. Danach folgten nur noch einige Best-of-CDs, aber keine Neuaufnahmen. Überraschend war daher der Verkaufserfolg der 4-CD-Box Den komplette Popboks 1958–1965 im Frühjahr 2006, die sich in Dänemarks Albencharts auf dem 8. Platz platzieren konnte.
Im November 2006 wurde der Dokumentarfilm Ich will alles – Die Gitte Hænning Story von Filmemacher Marc Boettcher bei den Nordischen Filmtagen Lübeck uraufgeführt und später auch im Fernsehen gezeigt. Im Juni 2007 erschien der Film auf DVD, und es wurde eine Doppel-CD dazu veröffentlicht.
Ende August 2007 veröffentlichte die Plattenfirma Sony BMG die drei erfolgreichen Alben Bleib noch bis zum Sonntag, Ungeschminkt und Berührungen nochmals in einer 3er-CD-Box. Die drei Alben waren seit Ende der 1980er Jahre nicht mehr im Handel erhältlich gewesen.
Im Herbst 2007 konnte man Hænning wieder live in Deutschland erleben. Sie tourte zusammen mit einem dafür von ihr zusammengestellten Orchester mit dem Jazz-orientierten Programm Ich will durch deutsche Theater und Konzertsäle. Ab Oktober 2008 war sie und ihr 13-Personen-Orchester mit dem Pop-orientierten Programm Ich will alles – Tour 2008 auf Tournee. Diese setzte sie 2009 und 2010 mit der Konzertreise Ich will alles fort.

### Seit 2010: Theater,Was ihr wolltund Soloprogramme
Von Ende Mai bis Juli 2010 spielte und sang Hænning in der Shakespeare-Theaterinszenierung Was ihr wollt unter der Regie von Armin Holz bei den Ruhrfestspielen Marl und anschließend am Renaissance-Theater in Berlin die Rolle des Narren. Im November 2010 veröffentlichte Hænning unter dem Titel Was ihr wollt ein neues Album, bestehend aus Neuaufnahmen ihrer größten Hits und vier neuen Songs. Die ehemaligen Schlager-Erfolge wurden neu harmonisiert und arrangiert; die geringsten Änderungen erfuhr der Gesang. Hiermit gelangte sie nach 27 Jahren erstmals wieder als Solistin in die deutschen Charts.
Hænning war 2012 an der Seite des Profi-Tänzers Gennady Bondarenko in der RTL-Fernsehshow Let’s Dance zu sehen, aus der sie wegen des Todes ihrer Schwester in der vierten Runde ausstieg. Von Mai 2014 bis Januar 2015 stand sie wieder auf einer Theaterbühne. Im Zwei-Personen-Stück Love Letters agierten sie und Egon Madsen im Theaterhaus Stuttgart. Ab März 2015 trat sie mit ihrem Programm All by Myself auf. Im Oktober 2016 hatte sie Premiere am Theater Lübeck in der Rolle der Norma Desmond in Andrew Lloyd Webbers Musical Sunset Boulevard unter der Regie von Michael Wallner.
Ab Herbst 2017 trat sie mit dem Programm Meine Freunde, meine Helden, Ihre Gitte! auf. Hier interpretierte sie neben wenigen eigenen Liedern vor allem Songs von Udo Lindenberg, Rio Reiser und auch internationale Standards. Erneut übernahm sie ab September 2018 eine Rolle in einem Musical: Im Hamburger Mehr!-Theater am Großmarkt war sie als alternde Tanzlehrerin Hannah in der Bühnenversion von Flashdance, einem Kultfilm der 1980er Jahre, in einer Sprechrolle zu sehen. Im Jahr 2022 wirkte Hænning als Zeitzeugin in dem Dokudrama Rex Gildo – Der letzte Tanz von Rosa von Praunheim mit.

### Privates
Hænning war Mitte der 1960er Jahre mit dem dänischen Jazzmusiker Niels-Henning Ørsted Pedersen liiert. Ende der 1960er und Anfang der 1970er Jahre lebte sie mit dem Komponisten Robert Cornford in London und Rom. 1974 heiratete sie ihren Manager Jo Geistle, die Ehe wurde jedoch 1976 geschieden. In den 1980er Jahren war der Regisseur Pit Weyrich einige Jahre ihr Lebensgefährte, in den 1990er Jahren der Musicalproduzent Friedrich Kurz. Hænning lebt in Berlin.

## Diskografie

### Alben
| Jahr | Titel                             | Höchstplatzierung, Gesamtwochen, AuszeichnungChartplatzierungen (Jahr, Titel, Platzierungen, Wochen, Auszeichnungen, Anmerkungen) | Höchstplatzierung, Gesamtwochen, AuszeichnungChartplatzierungen (Jahr, Titel, Platzierungen, Wochen, Auszeichnungen, Anmerkungen) | Höchstplatzierung, Gesamtwochen, AuszeichnungChartplatzierungen (Jahr, Titel, Platzierungen, Wochen, Auszeichnungen, Anmerkungen) | Anmerkungen                        |
| Jahr | Titel                             | DE | CH | DK | Anmerkungen                        |
| ---- | --------------------------------- | --- | --- | --- | ---------------------------------- |
| 1980 | Bleib noch bis zum Sonntag        | DE42 (8 Wo.)DE | — | — |                                    |
| 1983 | Berührungen                       | DE9 Gold · (37 Wo.)DE | CH28 (1 Wo.)CH | — |                                    |
| 1984 | Live mit Lampenfieber auf Tournee | DE56 (2 Wo.)DE | — | — | als Gitte Hænning                  |
| 2005 | Gitte, Wencke, Siw – Die Show     | DE100 (1 Wo.)DE | — | — | mit Wencke Myhre und Siw Malmkvist |
| 2006 | Den komplette Popboks 1958–1965   | — | — | DK8 (5 Wo.)DK |                                    |
| 2010 | Was ihr wollt                     | DE94 (1 Wo.)DE | — | — |                                    |

grau schraffiert: keine Chartdaten aus diesem Jahr verfügbar

### Singles
| Jahr | Titel Album                                                                            | Höchstplatzierung, Gesamtwochen/‑monate, AuszeichnungChartplatzierungen (Jahr, Titel, Album, Platzierungen, Wochen/Monate, Auszeichnungen, Anmerkungen) | Höchstplatzierung, Gesamtwochen/‑monate, AuszeichnungChartplatzierungen (Jahr, Titel, Album, Platzierungen, Wochen/Monate, Auszeichnungen, Anmerkungen) | Höchstplatzierung, Gesamtwochen/‑monate, AuszeichnungChartplatzierungen (Jahr, Titel, Album, Platzierungen, Wochen/Monate, Auszeichnungen, Anmerkungen) | Höchstplatzierung, Gesamtwochen/‑monate, AuszeichnungChartplatzierungen (Jahr, Titel, Album, Platzierungen, Wochen/Monate, Auszeichnungen, Anmerkungen) | Höchstplatzierung, Gesamtwochen/‑monate, AuszeichnungChartplatzierungen (Jahr, Titel, Album, Platzierungen, Wochen/Monate, Auszeichnungen, Anmerkungen) | Anmerkungen |
| Jahr | Titel Album                                                                            | SE | DK | DE | AT | CH | Anmerkungen |
| ---- | -------------------------------------------------------------------------------------- | --- | --- | --- | --- | --- | --- |
| 1961 | Varje stjärna i det blå –                                                              | SE9 (14 Wo.)SE | — | — | — | — | Original: I’ve Told Every Little Star (1932) Autoren: Jerome Kern, Oscar Hammerstein, schwedischer Text: Olle Bergman                                                    |
| 1961 | Borta bra, hemma bäst –                                                                | SE19 (1 Wo.)SE | — | — | — | — | Autor: Jo Moutet, schwedischer Text: Bengt Melin |
| 1961 | Do What You Want –                                                                     | SE9 (9 Wo.)SE | — | — | — | — | Autoren: Bennie Benjamin, Sol Marcus |
| 1963 | Ta’ med ud a fisk –                                                                    | — | DK1 (18 Wo.)DK | — | — | — | Autor: Tex Atchison, dänischer Text: Ida From, Bent From |
| 1963 | We’re Gonna Go Fishin’ –                                                               | SE7 (7 Wo.)SE | — | — | — | — | Original: Hank Locklin (1962); Autor: Tex Atchison |
| 1963 | Ich will ’nen Cowboy als Mann –                                                        | — | DK9 (11 Wo.)DK | DE1 (21 Wo.)DE | — | — | Musik: Rudi Lindt, Text: Peter Ström |
| 1963 | Kom ned pa jord’n igen/Kom ned på jorden igen –                                        | SE1 (14 Wo.)SE | DK3 (14 Wo.)DK | — | — | — | Original: The Life I Live von Ivory Joe Hunter Autoren: Hunter, Jimmie Stewart, Phil Medley, dänischer Text: Ida From, Bent From, schwedischer Text: Monica Himmelstrand |
| 1963 | Vom Stadtpark die Laternen –                                                           | — | DK10 (13 Wo.)DK | DE1 (26 Wo.)DE | — | — | mit Rex Gildo Musik: Heinz Gietz, Text: Kurt Feltz |
| 1963 | Du skal bare ta’ det roligt –                                                          | — | DK3 (14 Wo.)DK | — | — | — | Musik: Albert Jørgensen, Text: Thøger Olesen |
| 1963 | Nur ein bisschen Glück –                                                               | — | — | DE17 (13 Wo.)DE | — | — | Musik: Heinz Gietz, Text: Kurt Feltz |
| 1964 | Cha-li-le-lo –                                                                         | — | DK19 (1 Wo.)DK | — | — | — | Autoren: Otto Brandenburg, Susanne Palsbo |
| 1964 | Zwei auf einer Bank –                                                                  | — | — | DE13 (13 Wo.)DE | — | — | mit Rex Gildo Musik: Heinz Gietz, Text: Kurt Feltz |
| 1964 | Jetzt dreht die Welt sich nur um dich –                                                | — | — | DE8 (21 Wo.)DE | — | — | mit Rex Gildo Musik: Heinz Gietz, Text: Hans Bradtke |
| 1964 | Hokuspokus –                                                                           | — | — | DE15 (9 Wo.)DE | — | — | mit Rex Gildo Musik: Heinz Gietz, Text: Hans Bradtke |
| 1964 | Det måste hända något kul –                                                            | SE8 (1 Wo.)SE | — | — | — | — | Autoren: Otto Hænning, Åse Gjødsbøll Krogh |
| 1964 | Das ist der Blue Beat –                                                                | — | — | DE46 (5 Wo.)DE | — | — | Musik: Heinz Gietz, Text: Kurt Hertha |
| 1965 | Nashville Tennessee –                                                                  | — | — | DE34 (6 Wo.)DE | — | — | Autoren: David L’Heureux, Dick Heard |
| 1965 | Dein Glück ist mein Glück –                                                            | — | — | DE20 (11 Wo.)DE | — | — | mit Rex Gildo Musik: Rolf Hans Müller, Text: Herbert Falk |
| 1965 | Det kan väl inte jag rå för –                                                          | SE1 (7 Wo.)SE | — | — | — | — | Original: Poupée de cire, poupée de son von France Gall Autor: Serge Gainsbourg, schwedischer Text: Bengt Melin                                                          |
| 1965 | Glöm bort i morgon –                                                                   | SE9 (1 Wo.)SE | — | — | — | — | Original: Forget Domani von Connie Francis (1965) Autor: Riziero Ortolani, schwedischer Text: Ingrid Reuterskiöld                                                        |
| 1965 | Lille dukke –                                                                          | — | DK6 (13 Wo.)DK | — | — | — | Original: Poupée de cire, poupée de son dänischer Text: Thøger Olesen |
| 1965 | Sweet Hawaii –                                                                         | — | — | DE33 (2 Wo.)DE | — | — | Musik: Heinz Gietz, Text: Kurt Hertha |
| 1965 | Er hat ein Motorboot –                                                                 | — | — | DE29 (4 Wo.)DE | — | — | Musik: Heinz Gietz, Text: Georg Buschor |
| 1966 | Det är så lätt att leva livet –                                                        | SE1 (14 Wo.)SE | — | — | — | — | Original: My Love von Petula Clark (1965) Autor: Tony Hatch, schwedischer Text: Bengt Sundström                                                                          |
| 1966 | Man muß schließlich auch mal „nein“ sagen könn’n –                                     | — | — | DE14 (15 Wo.)DE | — | — | Musik: Werner Scharfenberger, Text: Kurt Feltz |
| 1967 | Ich mach Protest –                                                                     | — | — | DE17 (9 Wo.)DE | — | — | Musik: Werner Scharfenberger, Text: Kurt Feltz |
| 1967 | Wie deine Mutter ist –                                                                 | — | — | DE21 (6 Wo.)DE | — | — | Musik: Werner Scharfenberger, Text: Kurt Feltz |
| 1967 | Man bör veta hur man ska säja nej (Man muß schließlich auch mal „nein“ sagen könn’n) – | SE5 (6 Wo.)SE | — | — | — | — | Original: Man muß schließlich auch mal „nein“ sagen könn’n schwedischer Text: Bengt Melin                                                                                |
| 1967 | Liebe ist doch kein Ringelreih’n –                                                     | — | — | DE25 (5 Wo.)DE | — | — | Musik: Peter Laine, Text: Kurt Feltz |
| 1968 | Klara og Carla og Trine –                                                              | — | DK6 (6 Wo.)DK | — | — | — | mit Grethe Sønck & Ulla Pia Original: I Was Kaiser Bill’s Batman von Whistling Jack Smith (1967) Autoren: Roger Cook, Roger Greenaway, dänischer Text: Thøger Olesen     |
| 1968 | Kaerlighed er ingen leg –                                                              | — | DK2 (18 Wo.)DK | — | — | — | Original: Liebe ist doch kein Ringelreih’n dänischer Text: Victor Skaarup                                                                                                |
| 1968 | Probleme –                                                                             | — | — | DE22 (9 Wo.)DE | — | — | Musik: Werner Scharfenberger, Text: Kurt Feltz |
| 1968 | Ønsk mig tillykke –                                                                    | — | DK5 (7 Wo.)DK | — | — | — | Original: Congratulations von Cliff Richard (1968) Autoren: Bill Martin, Phil Coulter, dänischer Text: Thøger Olesen                                                     |
| 1968 | Aber heimlich –                                                                        | — | — | DE25 (2 Wo.)DE | — | — | Musik: Marcel Peeters, Text: Kurt Feltz |
| 1968 | Vi danser –                                                                            | — | DK2 (14 Wo.)DK | — | — | — | Original: Azzurro von Adriano Celentano Musik: Paolo Conte, Michele Virano, dänischer Text: Thøger Olesen                                                                |
| 1969 | Drøm en lille drøm om mig –                                                            | — | DK20 (1 Wo.)DK | — | — | — | Original: Dream a Little Dream of Me (1931) Musik: Fabian Andre, Wilbur Schwandt, dänischer Text: Thøger Olesen                                                          |
| 1969 | Millionär –                                                                            | — | — | DE26 (7 Wo.)DE | — | — | Musik: Werner Scharfenberger, Text: Kurt Feltz |
| 1969 | Weiße Rosen –                                                                          | — | — | DE13 (13 Wo.)DE | AT10 (8 Wo.)AT | — | Original: Rose bianche von Elsa Quarta Musik: Sergio Censi, deutscher Text: Kurt Feltz                                                                                   |
| 1970 | Dann kamst du –                                                                        | — | — | DE28 (7 Wo.)DE | — | — | Musik: Werner Scharfenberger, Text: Kurt Feltz |
| 1971 | Flirt (samme sted, samme tid) –                                                        | — | DK9 (1 Wo.)DK | — | — | — | Original: Pour un flirt von Michel Delpech (1971) Autoren: Roland Vincent, Michel Delpech, dänischer Text: Gitte Hænning                                                 |
| 1971 | Regenbogen –                                                                           | — | — | DE48 (1 Wo.)DE | — | — | Autoren: Günther-Eric Thöner, Stephan Lego |
| 1973 | Junger Tag –                                                                           | — | DK21 (3 Wo.)DK | DE19 (9 Wo.)DE | — | — | Musik: Günther-Eric Thöner, Text: Stephan Lego |
| 1973 | Unge dag –                                                                             | — | DK8 (11 Wo.)DK | — | — | — | Musik: Günther-Eric Thöner, Text: Stephan Lego |
| 1974 | Ich hab’ die Liebe verspielt in Monte Carlo –                                          | — | — | DE10 (15 Wo.)DE | — | — | Autoren: Hans-Georg Moslener, John Möring |
| 1974 | So schön kann doch kein Mann sein –                                                    | — | — | DE14 (23 Wo.)DE | — | — | Autoren: Hans-Georg Moslener, John Möring |
| 1975 | Ich bin kein Kind von Traurigkeit –                                                    | — | — | DE43 (5 Wo.)DE | — | — | Autoren: Hans-Georg Moslener, John Möring |
| 1976 | Lass mich heute nicht allein –                                                         | — | — | DE13 (17 Wo.)DE | — | — | Autor: Roland Verlooven, deutscher Text: Dieter Rasch |
| 1977 | Bye-bye, Bel Ami –                                                                     | — | — | DE34 (5 Wo.)DE | — | — | Musik: Tom Möhlen, Hans-Georg Moslener, Text: Kay Arling |
| 1980 | Freu dich bloß nicht zu früh –                                                         | — | — | DE10 (22 Wo.)DE | — | — | Original: Take That Look off Your Face von Marti Webb (1980) Musik: Andrew Lloyd Webber, deutscher Text: Michael Kunze                                                   |
| 1980 | Die Frau, die dich liebt –                                                             | — | — | DE12 (13 Wo.)DE | — | — | Original: Woman in Love von Barbra Streisand (1980) Autoren: Barry Gibb, Robin Gibb, deutscher Text: Michael Kunze                                                       |
| 1981 | Etwas ist geschehen (es ist nie zu spät) –                                             | — | — | DE28 (16 Wo.)DE | — | — | Original: Something’s Gotten Hold of My Heart von Gene Pitney (1967) Autoren: Cook / Greenaway, deutscher Text: Michael Kunze                                            |
| 1983 | Ich will alles –                                                                       | — | — | DE42 (12 Wo.)DE | — | — | Musik: Guido de Angelis, Maurizio de Angelis, Text: Michael Kunze |
| 1983 | Lampenfieber –                                                                         | — | — | DE27 (8 Wo.)DE | — | — | als Gitte Hænning Musik: Jeff Barry, Text: Michael Kunze |
| 1985 | Nackt im Wind –                                                                        | — | — | DE3 (10 Wo.)DE | AT18 (2½ Mt.)AT | CH21 (3 Wo.)CH | Erstveröffentlichung: 21. Januar 1985 Verkäufe: + 150.000; als Teil von Band für Afrika                                                                                  |

grau schraffiert: keine Chartdaten aus diesem Jahr verfügbar
Studioalben
- 1967: Jeder Boy ist anders
- 1968: Stop die Boys
- 1969: My Kind of World (Neuveröffentlichung 2005: Gitte Hænning Meets the Francy Boland Kenny Clarke Big Band)
- 1975: Ich bin kein Kind von Traurigkeit
- 1976: Was wär’ ich ohne dich
- 1977: Regenbogen
- 1982: Ungeschminkt
- 1987: Jetzt erst recht
- 1993: Liebster
- 1998: My Favorite Songs
- 2004: Johansson

Livealben
- 2001: Songs for My Father
- 2004: Jazz

Kompilationen
- 1974: Begegnung mit Gitte
- 1986: Meilensteine
- 1991: Love Songs
- 1995: Gitte – Einfach das Beste
- 1999: Ich will ’nen Cowboy als Mann – Die Singles 1959–1963
- 1999: Nur ein bisschen Glück – Die Singles 1963–1967
- 2007: Ich will alles – Die Gitte Hænning Story
- 2007: Misty
- 2014: Best of

Deutschsprachige Singles (Auswahl)
1959–1969
- 1959: Keine Schule morgen (No School Tomorrow)
- 1960: Jung sein ist nicht so leicht (Heartaches at Sweet Sixteen)
- 1960: I’m Sorry
- 1961: Das kommt davon (Breakin’ in a Brand New Heart)
- 1964: Wenn du musikalisch bist
- 1965: Süß wie Schokolade (Duett mit Rex Gildo)
- 1965: Schau mich an (Duett mit Rex Gildo)
- 1965: … Und der Himmel weint (You Were on My Mind)
- 1966: Ganz so einfach ist das nicht
- 1968: Die Souvenirs von dir (Sweet Souvenirs of Stefan)

1970–1979
- 1970: Mini oder Maxi
- 1972: Der Mann aus Sacramento (Sacramento – A Wonderful Town)
- 1972: Alle wollen nur das Eine (Loco por ti)
- 1973: Dann kommt die Erinnerung
- 1975: Wie du mir, so ich dir
- 1976: Happy End
- 1977: Shake Me
- 1978: Mach mich nicht schwach (Rien qu’une femme)
- 1978: Von Hollywood träumen (No Hollywood Movie)
- 1979: Dann tanzt sie allein

1980–1989
- 1980: Mach das doch noch einmal mit mir (Do That to Me One More Time)
- 1980: Die Frau, die dich liebt (Woman in Love)
- 1981: Ich lass’ dich nie mehr allein (Half the Way)
- 1981: Etwas ist geschehen (Something’s Gotten Hold of My Heart)
- 1982: Ungehemmt (Physical)
- 1982: Der Anruf (Er rief an) (My First Love)
- 1982: Ich bin stark
- 1983: Tränen? – Vielleicht
- 1983: So liebst nur du
- 1984: Liebe – nein, danke!
- 1986: Aber Liebe ist es nicht
- 1987: Sonne & Mond
- 1988: Aufwärts
- 1988: Du tust mir so gut
- 1989: Mac Arthur Park (Alle Träume, die wir hatten) (MacArthur Park)

seit 1990
- 1993: Hör bitte auf (Stop!)
- 1993: Bis später
- 1993: Eiskalt
- 2004: Tanz der Welt
- 2005: Sturmkind
- 2005: Frühling
- 2010: Die Frau, die dich liebt (Version 2010)
- 2011: Mit jedem Abschied fängt was an
- 2011: Salz in der Luft

## Filmografie (Auswahl)
- 1960: Schlagerparade 1960
- 1962: Prinsesse for en dag
- 1962: Han, hun, Dirch og Dario
- 1964: Liebesgrüße aus Tirol
- 1964: Jetzt dreht die Welt sich nur um dich
- 1965: …und sowas muß um 8 ins Bett
- 1966: Pfeifen, Betten, Turteltauben (Dýmky)
- 1966: Towarisch
- 1967: Hagbard und Signe (Den røde kappe)
- 1970: Revue für den Thronfolger
- 1971: Tatort: Kressin stoppt den Nordexpress
- 2003: Baltic Storm

## Auszeichnungen
- 1963: Silberner Löwe von Radio Luxemburg für Ich will ’nen Cowboy als Mann und Bronzener Löwe von Radio Luxemburg für Vom Stadtpark die Laternen (gemeinsam mit Rex Gildo)
- 1965: Goldener Bravo Otto
- 1974: Goldener Löwe von Radio Luxemburg für Ich hab die Liebe verspielt in Monte Carlo
- 1975: Goldene Europa
- 1980: Deutscher Schallplattenpreis für das beste deutschsprachige Popalbum Bleib noch bis zum Sonntag
- 1981: Goldene Stimmgabel als Beste Pop-Solistin
- 1982: Goldene Stimmgabel als Beste Pop-Solistin
- 1982: Deutscher Schallplattenpreis für die beste deutschsprachige Single Etwas ist geschehen
- 1983: Goldene Stimmgabel als Beste Pop-Solistin
- 1983: Goldene Kamera
- 1984: Bambi
- 1984: Ehren-Löwe von Radio Luxemburg
- 1989: Goldene Stimmgabel als Beste Pop-Solistin
- 2004: Platin-Sonderpreis der Goldenen Stimmgabel (gemeinsam mit Wencke Myhre und Siw Malmkvist)
- 2012: Lale-Andersen-Preis